# Михаило Ђурић (академик)
Михаило Ђурић (Шабац, 22. август 1925 — Београд, 25. новембар 2011) био је српски филозоф, социолог, универзитетски професор и академик САНУ.
Истакао се књигама и чланцима на српском и немачком језику писаним „београдским стилом“. Посебно је познат по радовима о Ничеу и Хајдегеру. Био је редовни професор Правног факултета Универзитета у Београду и такође је предавао на неколико факултета, научних скупова и семинара у Србији и иностранству. Ђурић је био редовни члан САНУ и секретар Одељења друштвених наука Академије.

## Биографија
Михаило Ђурић је рођен од оца Стевана, судије, и мајке Милице рођ. Деспотовић, учитељице. Његов брат близанац био је физичар и електротехничар Јован Ђурић.
Основну школу и гимназију учио је у разним местима службовања свог оца. Студирао је право, филозофију и класичну филологију у Београду. Докторирао је 1954. на Правном факултету с тезом Идеја природног права код грчких софиста. Исте године је изабран за асистента на Правном факултету, на коме је прошао кроз сва универзитетска звања (доцент 1957, ванредни професор 1964, редовни професор 1969). Предавао је Историју политичких теорија, Општу социологију и Методологију друштвених наука.

### Прогон и затвор
Михаило Ђурић је удаљен са Универзитета, судски гоњен и осуђен на две године затвора јула 1972. (следећег јануара умањено на 9 месеци) због говора одржаног 18. марта 1971. у вези са уставним амандманима (касније објављеном у Аналима Правног факултета у Београду под насловом „Смишљене смутње“) и чланка „Камен раздора“ објављеном у часопису Уметност 27-28 за 1971. годину.
- „Смишљене смутње“,[5] излагање на састанку Секције удружења универзитетских наставника одржаном 18. марта 1971. године на Правном факултету у Београду објављено у листу Студент 10-71, потом у часопису Анали Правног факултета у Београду 3/1971, стр. 230'233, који је одмах судски забрањен.
- „Камен раздора“,[5] Уметност 27-28 (1971), стр. 186 - 187

У првом чланку Ђурић упозорава да је Југославија већ практично разбијена амандманима од 1971. године, да је национализам увелико захватио земљу и да Срби овим разбијањем имају да изгубе нарочито много због свог присуства у другим републикама. Истичући да Југославија постаје само географски појам, на чијем се тлу под маском доследног развијања равноправности између народа, успоставља неколико независних, чак и међусобно супротстављених националних држава, проф. Ђурић 1971. године је говорио:
Треба одмах рећи да предложена уставна промена из основа мења карактер досадашње државне заједнице југословенских народа. Или тачније: том променом се, у ствари, одбацује сама идеја једне такве државне заједнице. Уколико нешто још и остаје од ње, то је само зато да бисмо у следећој, такозваној другој фази промене имали шта да приведемо крају.
У „Камену раздора“, заједно са многобројним јавним личностима, Ђурић осуђује рушење Његошеве гробне капеле на Ловћену које су тадашње црногорске власти предузеле. Многобројне јавне личности из земље и света (међу којима и немачки филозоф Ернст Блох) су протестовале против судског процеса.

### После 1974. године
Од 1974. до 1989. Ђурић је био научни саветник у Институту друштвених наука у Београду. У исто време делује као гостујући професор филозофије на универзитетима у Бечу, Западном Берлину и Аугсбургу, а држи предавања и на многим другим немачким и аустријским универзитетима. 1989. године бива рехабилитован и враћа се на Правни факултет.
Од 1981. до 1991. био је директор интернационалних семинара о Ничеовој филозофији у Међууниверзитетском центру у Дубровнику, заједно са професором Јозефом Симоном из Бона као кодиректором. Од 1985. до смрти је председник Научног већа Института за филозофију Филозофског факултета у Београду.
Михаило Ђурић је учествовао на многим филозофским скуповима у земљи и иностранству. Поред многих расправа и чланака објављених у разним домаћим и страним часописима и зборницима, објавио је 12 књига и приредио 7 зборника. Покретач је и главни уредник часописа Филозофски годишњак, који од 1988. излази као гласник Института за филозофију Филозофског факултета у Београду. Добитник је Октобарске награде града Београда за 1990. годину. Био је члан Српске академије наука и уметности у Београду и Европске академије наука и уметности у Салцбургу. Издавачко предузеће Службени гласник из Београда издало је Изабрана дела Михаила Ђурића у дванаест књига.
Преминуо је 26. новембра 2011. у Београду.
Дана 3. октобра добио је бисту у Малом Ташмајдану у Београду, а 28. новембра 2016. спомен-таблу у улици Ивана Ђаје на Врачару.

## Дела

### Одабрани радови на српском језику
- Идеја природног права код грчких софиста, 1954.
- Хуманизам као политички идеал : оглед о грчкој култури, 1968.
- Проблеми социолошког метода, 1962.
- Социологија Макса Вебера, 1964.
- Искуство разлике: суочавања с временом, 1994.
- Стихија савремености, 1997.
- Ниче и метафизика, 1984.
- Путеви ка Ничеу: прилози филозофији будућности, 1992.
- Изазов нихилизма, 1986.
- О потреби филозофије данас: филозофија између Истока и Запада, 1999.
- Порекло и будућност Европе, 2001.
- Крхко људско добро: актуелност Аристотелове практичке филозофије, 2002.

### Одабрани књиге на немачком језику
- Mythos, Wissenschaft, Ideologie: ein Problemaufriss, Амстердам 1979.
- Nietzsche and die Metaphysik, Берлин 1985.
- Kunst und Wissenschaft bei Nietzsche, Würzburg, 1986.
- Nietzsches Begirff der Philosophie, Würzburg, 1990.
- Die Serbische Philosophie heute, München, 1993.